# Нес Сити (Канзас)
Нес Сити (енгл. Ness City) град је у америчкој савезној држави Канзас.

## Демографија
По попису из 2010. године број становника је 1.449, што је 85 (-5,5%) становника мање него 2000. године.
| Група             | 2000.         | 2010.         |
| Белци             | 1.482 (96,6%) | 1.305 (90,1%) |
| Афроамериканци    | 1 (0,1%)      | 4 (0,3%)      |
| Азијати           | 1 (0,1%)      | 3 (0,2%)      |
| Хиспаноамериканци | 35 (2,3%)     | 129 (8,9%)    |
| Укупно            | 1.534         | 1.449         |